# Kształt twojego głosu
Kształt twojego głosu (jap. 聲の形 Koe no katachi) – manga autorstwa Yoshitoki Ōimy. Początkowo została opublikowana w formie one-shota w czasopiśmie Bessatsu Shōnen Magazine. Potem ukazywała się jako seria w magazynie Shūkan Shōnen Magazine wydawnictwa Kōdansha od sierpnia 2013 do listopada 2014.
Na podstawie mangi studio Kyoto Animation wyprodukowało pełnometrażowy film animowany, którego premiera odbyła się we wrześniu 2016.
Polski przekład mangi ukazał się nakładem wydawnictwa Kotori.

## Fabuła
Głucha dziewczyna, Shōko Nishimiya przenosi się do nowej klasy w szkole podstawowej. Z powodu swojej niepełnosprawności jest szykanowana, głównie przez Shōyę Ishidę. Z czasem reszta klasy zaczyna gnębić Shōyę za dokuczanie Shōko. Po ukończeniu szkoły, Ishida przewartościowuje swoje zachowanie, uczy się języka migowego i usiłuje odnowić swoje relacje z Nishimiyą, by naprawić błędy przeszłości.

## Manga
Manga Kształt twojego głosu (jap. 聲の形 Koe no katachi) została napisana i zilustrowana przez Yoshitoki Ōimę i pierwotnie opublikowana jako one-shot w czasopiśmie Bessatsu Shōnen Magazine w 2011 roku. Seria została później rozwinięta i wydana w magazynie Shūkan Shōnen Magazine począwszy od łączonego numeru 36-37, który został wydany 7 sierpnia 2013 roku. Ostatni rozdział tej mangi ukazał się w 51. numerze tego magazynu, 19 listopada 2014 roku.
Seria została skompilowana w siedmiu tankōbonach, które zostały wydane przez Kōdanshę od 15 listopada 2013 do 17 grudnia 2014.
30 grudnia 2016 wydanie mangi w Polsce zapowiedziało wydawnictwo Kotori, premiera odbyła się zaś w kwietniu 2017.
| Nr | Język japoński       | Język japoński         | Język polski  | Język polski           |
| Nr | Data wydania         | ISBN                   | Data wydania  | ISBN                   |
| --- | -------------------- | ---------------------- | ------------- | ---------------------- |
| 1 | 15 listopada 2013    | ISBN 978-4-06-394973-5 | kwiecień 2017 | ISBN 978-83-65722-21-8 |
| Lista rozdziałów - 01. Shoya Ishida (jap. 石田 将也 Ishida Shōya) - Rozdział dodatkowy. Siedem miesięcy wcześniej (jap. ７か月前 7-kagetsu mae) - 02. Tak to już jest (jap. 仕方の無いこと Shikata no nai koto) - 03. Hahahahaha (jap. ははははは) - 04. Pieprzona Nishimiya (jap. クソッタレ西宮 Kusottare Nishimiya) - 05. Wyrzutek (jap. 拒絶人間 Kyozetsu ningen) |                      |                        |               |                        |
| 2 | 17 stycznia 2014     | ISBN 978-4-06-395004-5 | lipiec 2017   | ISBN 978-83-65722-28-7 |
| Lista rozdziałów - 06. Dlaczego? (jap. どうして Dōshite) - 07. Już raz się poddałam (jap. 諦めたけど Akirameta kedo) - 08. Przyjaciele (jap. 友達って Tomodachi tte) - 09. Prawo do spotkania (jap. 会う資格 Au shikaku) - 10. Po prostu świetnie (jap. よかったよかった Yokatta yokatta) - 11. Ten wyraz twarzy (jap. そんな顔 Sonna kao) - 12. Siostra (jap. 姉ちゃん Nee-chan) - 13. Zmagania (jap. あがき Agaki) - 14. Yuzuru Nishimiya (jap. 西宮結絃 Nishimiya Yuzuru)                                         |                      |                        |               |                        |
| 3 | 17 marca 2014        | ISBN 978-4-06-395036-6 | listopad 2017 | ISBN 978-83-65722-43-0 |
| Lista rozdziałów - 15. Radość (jap. 嬉しいこと Ureshii koto) - 16. Rzeczy, które jej odebrałem (jap. 奪ったもの Ubatta mono) - 17. Ktoś ważniejszy (jap. 意味のある存在 Imi no aru sonzai) - 18. Nie obchodzą mnie (jap. 全然興味ない Zenzen kyōmi nai) - 19. Kocie uczucia (jap. 猫の気持ち Neko no kimochi) - 20. Powód (jap. 理由 Riyū) - 21. Zabawa w uczucia (jap. 友達ごっこ Tomodachi gokko) - 22. Chcę cię poznać (jap. 知りたい Shiritai) - 23. Księżyc (jap. 月 Tsuki)                                     |                      |                        |               |                        |
| 4 | 17 czerwca 2014      | ISBN 978-4-06-395111-0 | styczeń 2018  | ISBN 978-83-65722-52-2 |
| Lista rozdziałów - 24. Zmiana (jap. 変化 Henka) - 25. To tylko moja wyobraźnia (jap. 気のせい Kinosei) - 26. Podobni (jap. 似たもの同士 Nitamonodōshi) - 27. Nienawiść (jap. 嫌い Kirai) - 28. Risposta (jap. 返信 Henshin) - 29. Odpowiedź (jap. ばーちゃん Baa-chan) - 30. Babcia (jap. 支え Sasae) - 31. List (jap. 手紙 Tegami) - 32. Syrop (jap. ガムシロ Gamu shiro) - Rozdział dodatkowy. Siostry (jap. 姉妹 Shimai)                                                                                          |                      |                        |               |                        |
| 5 | 16 sierpnia 2014     | ISBN 978-4-06-395165-3 | marzec 2018   | ISBN 978-83-65722-69-0 |
| Lista rozdziałów - 33. Big Friend „N” (jap. ビッグフレンド„N” Biggu furendo „N”) - 34. Nie chcę tam wracać (jap. 行きたくない Ikitakunai) - 35. Porządny (jap. 立派な Rippa na) - 36. To czego pragnąłem (jap. 欲しかったもの Hoshikatta mono) - 37. Na zawsze (jap. このままずっと Kono mama zutto) - 38. Obawy (jap. 疑心暗鬼 Gishin’anki) - 39. Nikt ważny (jap. 所詮他人 Shosen tanin) - 40. Udawana randka (jap. デートごっこ Dēto gokko) - 41. Wszyscy (jap. みんな Minna) - 42. Fajerwerki (jap. 花火 Hanabi) |                      |                        |               |                        |
| 6 | 17 października 2014 | ISBN 978-4-06-395221-6 | czerwiec 2018 | ISBN 978-83-65722-70-6 |
| Lista rozdziałów - 43. Największy kozak (jap. 度胸試し Dokyō dameshi) - 44. Plaga (jap. 害悪 Gaiaku) - 45. Wszystko na nic? (jap. 無駄だった？ Muda datta?) - 46. Tomohiro Nagatsuka (jap. 永束 友宏 Nagatsuka Tomohiro) - 47. Miyoko Sahara (jap. 佐原 みよこ Sahara Miyoko) - 48. Miki Kawai (jap. 川井 みき Kawai Miki) - 49. Satoshi Mashiba (jap. 真柴 智 Mashiba Satoshi) - 50. Naoka Ueno (jap. 植野 直花 Ueno Naoka) - 51. Shoko Nishimiya (jap. 西宮 硝子 Nishimiya Shōko) - 52. Cisza (jap. 静寂 Seijaku)  |                      |                        |               |                        |
| 7 | 17 grudnia 2014      | ISBN 978-4-06-395268-1 | sierpień 2018 | ISBN 978-83-65722-71-3 |
| Lista rozdziałów - 53. Na most (jap. 橋へ Hashi e) - 54. Tobie (jap. 君へ Kimi e) - 55. Powrót do domu (jap. 帰宅 Kitaku) - 56. Powrót do szkoły (jap. 登校 Tōkō) - 57. Ponowne spotkanie (jap. さいかい Saikai) - 58. Owoce pracy (jap. 成果 Seika) - 59. Przyszłość (jap. 進路 Shinro) - 60. Nikt (jap. 何者 Nanimono) - 61. Ukończenie szkoły (jap. 卒業 Sotsugyō) - 62. Kształt twojego głosu (jap. 聲の形 Koe no katachi)                                                                                       |                      |                        |               |                        |

## Film animowany
W ostatnim rozdziale mangi, opublikowanym 19 listopada 2014, ogłoszono, że seria otrzyma adaptację anime. Wraz z wydaniem 7. tomu mangi ujawniono, że będzie to film kinowy. W październiku 2015 poinformowano, że za produkcję będzie odpowiadać studio Kyoto Animation, za reżyserię Naoko Yamada, a za dystrybucję Shōchiku. Premiera w japońskich kinach odbyła się 17 września 2016.

## Odbiór
W 2008 roku manga wygrała nagrodę nowicjuszy wydawnictwa Kōdansha. W 2015 roku była nominowana do nagrody Manga taishō. W tym samym roku, manga zdobyła Nagrodę Kulturalną im. Osamu Tezuki w kategorii „nagroda dla nowych twórców”. Recenzenci polskojęzycznego serwisu tanuki.pl ocenili mangę na 8/10. Do marca 2014 roku, sprzedano ponad 700 tysięcy egzemplarzy mangi.

### Nagrody i nominacje
W 2016 roku manga była nominowana do Nagrody Eisnera w kategorii najlepsze amerykańskie wydanie materiału międzynarodowego – Azja.